# Топилин (Усть-Донецкий район)
Топилин — хутор в Усть-Донецком районе Ростовской области.
Входит в состав Верхнекундрюченского сельского поселения.

## География
На хуторе имеется одна улица — Зелёная Дубрава.

## Население
| 2010 |
| ---- |
| 27   |